# 甲賀市立城山中学校
甲賀市立城山中学校（こうかしりつ しろやまちゅうがっこう）は、滋賀県甲賀市水口町水口にある公立中学校。

## 沿革
- 1987年（昭和62年）4月2日 - 水口町立水口中学校（現・甲賀市立水口中学校）より水口町立城山中学校として分離新設[1]
- 1987年（昭和62年）6月17日 - プール竣工式
- 1993年（平成5年）2月28日 - コンピュータ教室完備
- 1995年（平成7年）2月9日 - 校長室、職員室、図書室等空調工事竣工
- 2004年（平成16年）10月1日 - 甲賀郡水口町をはじめとする5町が合併し「甲賀市」となったことにより、甲賀市立城山中学校に改称
- 2007年（平成19年）9月 - バリアフリー化工事（エレベーター増設、便所改修、スロープ設置） 下水道整備工事、グランド夜間照明６器設置
- 2010年（平成22年）4月 - 教室テレビ新型（薄型地デジ対応）設置
- 2011年（平成23年）9月 - 教室扇風機設置

## めざす生徒像
「心身ともにすこやかで、たくましい中学生」を基調に、知･徳･体すべてにわたり生徒一人ひとりの豊かな成長を支援し、自律の精神にあふれた中学生の育成をめざす。
1. 英知を育て、創造力豊かな中学生
2. 正義を愛し、仲良く協力し合う中学生
3. 自由を尊び、責任と節度のある中学生
  - 生きいきとした意欲ある学習態度を持つ生徒
  - 問題解決に積極的に参加する生徒
  - 心身ともに健康で素直で心の優しい生徒

## 部活動

### 運動部
- 野球部
- サッカー部（男女）
- ソフトボール部
- テニス部（男女）
- 陸上競技部
- 卓球部（男女）
- バスケットボール部（男女）
- バレー部（女子）

### 文化部
- 吹奏楽部
- 科学部
- 美術部
- 家庭部

## アクセス
- 水口駅（近江鉄道)

## 周辺
- 滋賀県立水口東中学校・高等学校
- 水口岡山城跡（「城山」と呼ばれる[2]。平成29年（2017年）2月9日に、国の史跡に指定された[3]。）
- 平和堂水口店
- SEIYU水口店
- 野洲川